# Celosia toenjesii
Celosia toenjesii är en amarantväxtart som beskrevs av Schinz. Celosia toenjesii ingår i släktet celosior, och familjen amarantväxter. Inga underarter finns listade i Catalogue of Life.